# Резекненський район
Резекненський район (латис. Rēzeknes rajons) був адміністративною одиницею ЛРСР (1949―1990) та Латвійської Республіки (1990―2009). Розташований у центрі Латгалії, межував з Прейльським і Мадонським районами на заході, Балвським районом на півночі, Краславським районом на півдні і Лудзенським районом на сході. Районний центр знаходився в місті Резекне, яке не входило до складу району. Площа району — 2809 км².
Відповідно до Закону про адміністративно-територіальну реформу 1998 року та Закону про адміністративні території та населені пункти 2008 року, 1 липня 2009 року Резекненський район було ліквідовано, а на його території створено райони Резекне та Вілані.